# 志村鐵一

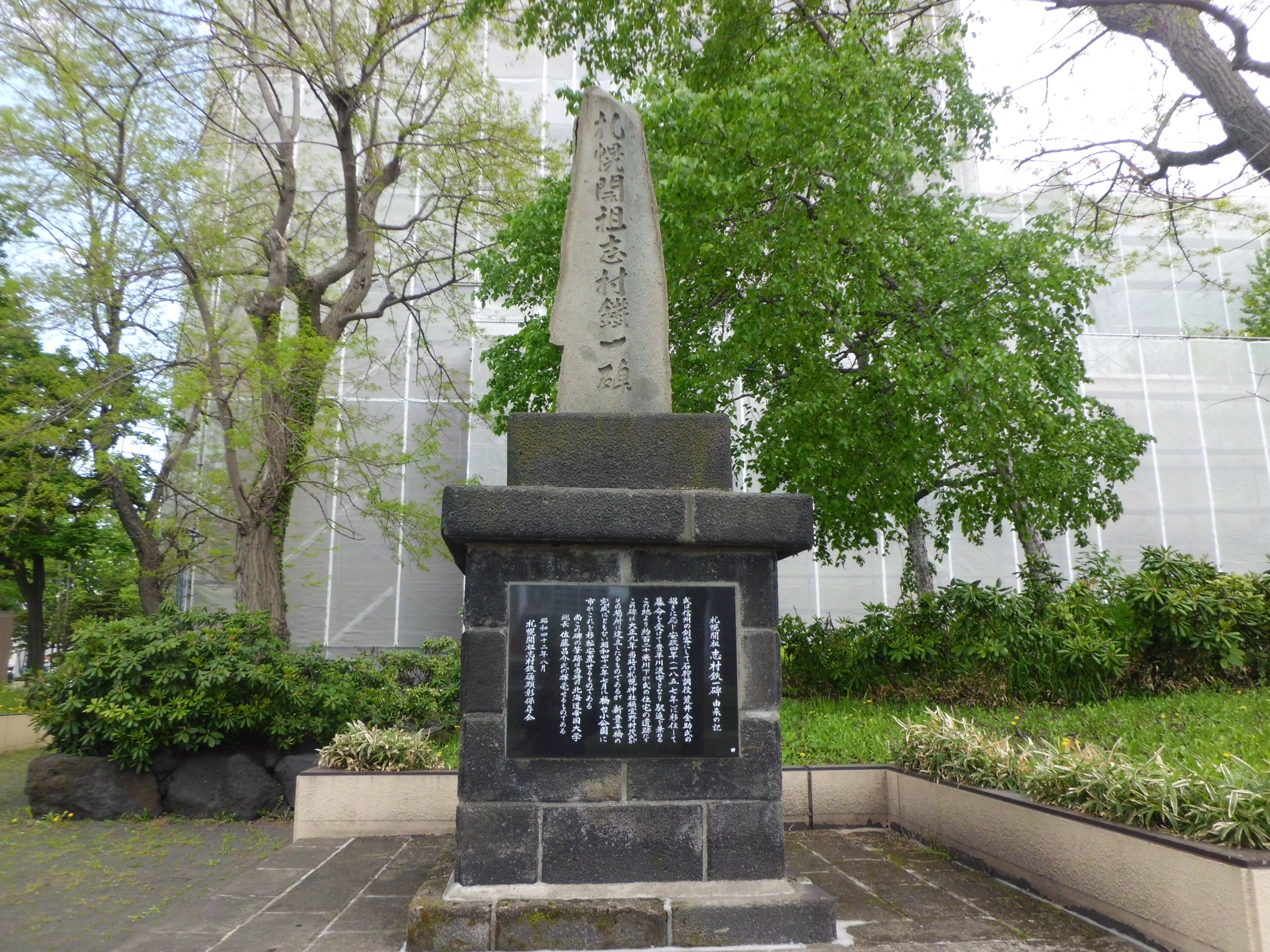
札幌開祖 志村鐵一碑

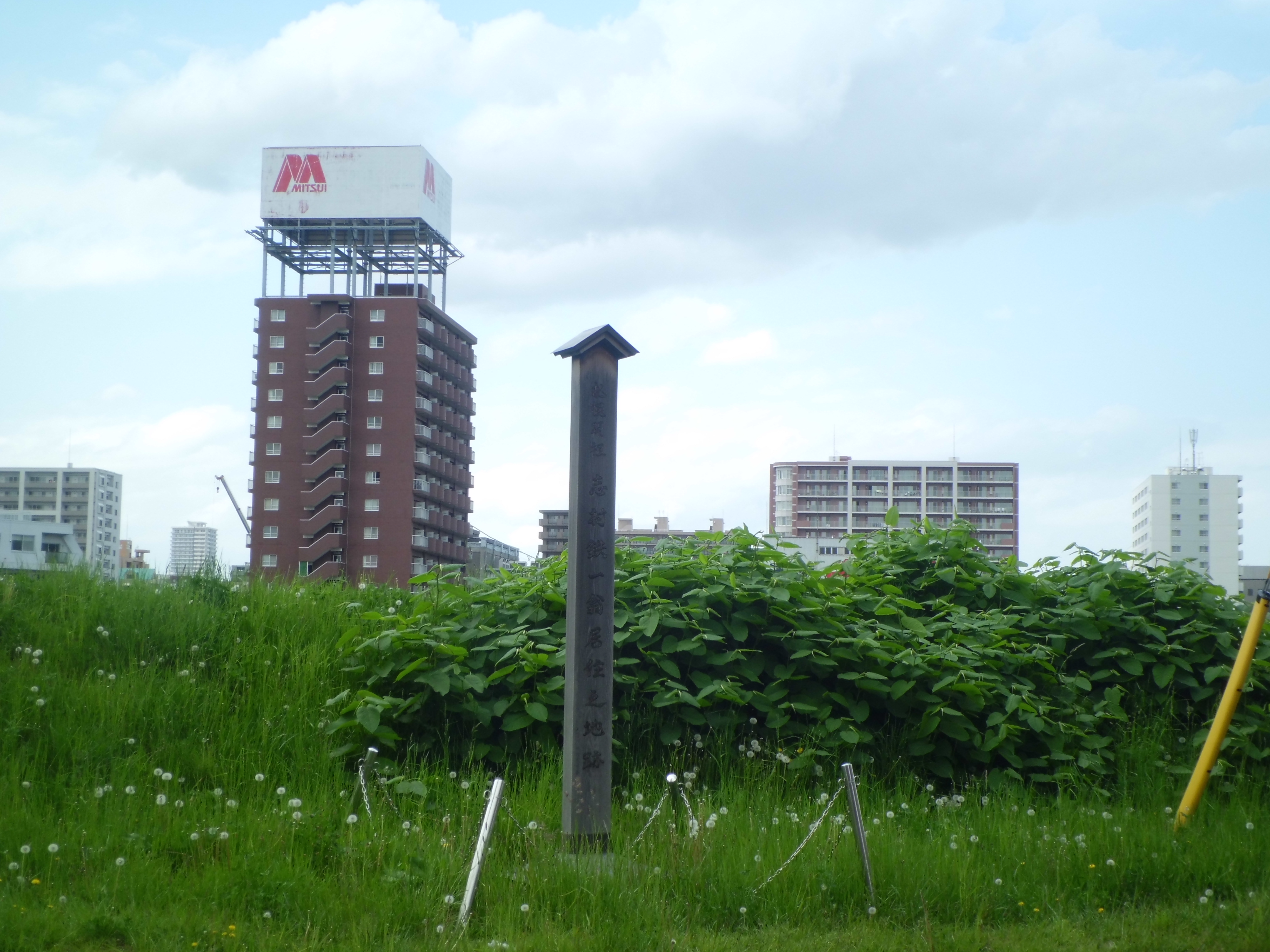
札幌開祖 志村鉄一翁 居住之地跡

志村 鐵一（しむら てついち）は、札幌市域に初めて居住した和人の一人で、札幌開祖と呼ばれている。

## 生涯
志村は元は信州の剣客だったが、江戸生まれの元幕臣で石狩役所に勤める荒井金助の誘いにより、蝦夷地開拓にやってくる。
『荒井金助事蹟材料』所収の、石狩役所の足軽・亀谷丑太郎が述べるところでは、志村は石狩在住兼学問教授方・鈴木顕輔の家来であり、石狩に来た折に荒井から豊平通行屋守を命じられたという。
当時の豊平川は橋もなく、現在の5倍から10倍の水量があり、交通の障害となっていた。そのため1857年（安政4年）、箱館奉行によって銭函と千歳を結ぶ札幌越新道（千歳新道）が開削されると、幕命により志村は豊平川渡し守として現在の豊平橋付近に居を構えた。
志村の扱いは足軽格で、給与は2人扶持だった。渡し舟の業務は主に息子の仕事であり、和舟では渡りきれないような急流を、丸木舟を使い両岸に張ったコクワの蔓をたぐって渡ったという。
その後、猟師の吉田茂八が付近に居住するようになり、二人は親交を深める。やがて人の往来が多くなったため、志村は駅逓（宿泊と郵便を扱う仕事）も兼務することとなる。箱館奉行の堀織部正や村垣淡路守、探検家で蝦夷御用御雇の松浦武四郎なども志村の住居に宿泊している。
志村の生年は不明だが、渡し守になった時は既に50歳を超えていたという。また、当時著名の剣客であり、かつては吉良佐馬介という者と全国を武者修行した。その体格は大きく性格は温厚篤実で、君子の風があったという。また、1858年（安政5年）に荒井が志村を含む士分7名・雇人20名を率いて樺太に渡航した際、寒さによって士分3名・雇人全員が死亡したが、志村は生還者5名のうちの一人であった。
だが1869年（明治2年）、幕府に代わって明治政府が札幌に開拓使を置き、島義勇が判官としてやってくると、島は志村の渡し守の任を解き、その住居も仮本陣とするために札幌本府へ移したので、志村は仕事も住む場所も一度に奪われることとなった。そのため志村は、定山渓で温泉を開いていた僧の美泉定山の住居に一時寄寓しなければならなくなった。理由は不明だが、幕府との関係が深かったのを恨まれたためとも言われている。
その後の志村に関しては、定山渓の美泉定山の元を訪ねたまま、消息を絶ったとする資料が多い。ただし、豊平村の開拓者の阿部仁太郎が志村から土地を購入した記録が残っていることや、明治後期に志村の旧所有地内に志村夫妻の墓が所在していたことなどから、実際は定山渓から再び豊平川畔に戻り、同地で余生を過ごしたものと見られる。また、札幌市豊平区平岸の中目家には、明治初期に平岸村に入植した中目文平が晩年の志村と親交を結び、志村の死後の1879年（明治12年）に中目の次男が志村家の家督を継いだが、事情により中目家に復籍し、志村家は絶家になったという内容の文書が残っており、これが事実だとすれば、志村の没年は1879年頃ということになる。

## 碑
住居跡（現在の札幌市豊平区豊平3条1丁目付近 北緯43度3分21.9秒 東経141度21分58.5秒）の遺跡に顕彰碑が建立されたが、1967年（昭和42年）、新豊平橋の架橋に伴い同市豊平4条1丁目（北緯43度3分17.4秒 東経141度21分53.8秒 / 北緯43.054833度 東経141.364944度）に移転している。
この顕彰碑とは別に、遺跡には案内標が建てられている。